# Fabronia villaumii
Fabronia villaumii là một loài Rêu trong họ Fabroniaceae. Loài này được Renauld & Cardot mô tả khoa học đầu tiên năm 1909.